# 東京工業大學
東京工業大學（日语：／*/?，英語名称：Tokyo Institute of Technology），簡稱東工大，英文通稱“Tokyo Tech”，是日本的一所國立大學，校總區位於東京都目黑區大岡山。創立於1929年，為文部科學省「指定国立大学法人」頂尖十校之一、超級全球大學计划的顶尖型指定校，在校生约一万人。
東京工業大學在2024年10月1日和東京醫科齒科大學合併為東京科學大學。

## 概要

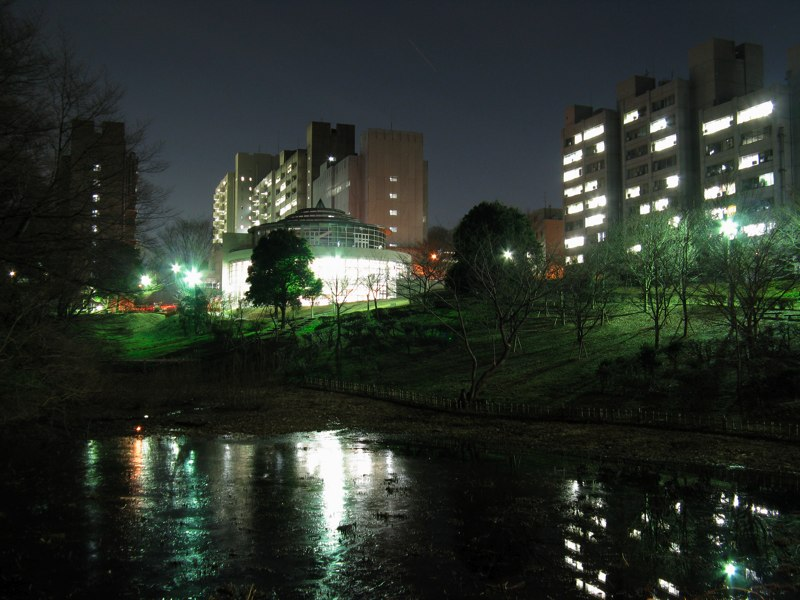
鈴懸台校區的夜景。

### 大学概貌
东京工业大学的前身是明治时期，为了培养具有专业技术素养的职工、教师而设立的东京职工学校。今天，在原有的理工学基础上增设了信息科学系、生命科学系、社会经验系等学系，是一所理工综合性大学。

### 創校精神
「建成為世界頂尖之理工系綜合大學」為該大學的長期目標，「培養具有創造力的國際領導者」「不斷進化的創造性教育」等為辦學之目的。

### 尖端研究
東京工業大學於2006年4月研製出日本國內最快的超級電腦“TSUBAME”（TSUBAME）（2007年6月，日本第1位，亞洲第1位）。這一系統是日本國內大學首次由本科學生所研究和創造的，並可以自由使用。該系統的作用主要是，以較低的收費被校內的教育和研究所廣泛使用。“大家的超級電腦”和“TSUBAME”是它的昵稱。此外，利用此臺超級電腦的教育教育活動“超级计算机程序设计竞赛”也是很有名的。

### 学术排名
QS世界大學排名
日本第3名·亚洲第5名·世界第48名 （2022年）
泰晤士高等教育世界大學排名
日本第4名·世界第49名 （2019年）
世界大学学术排名
日本第4名·世界第45名 （2020年）

### 諾貝爾獎
在校友當中
白川英树為2000年诺贝尔化学奖得主，獲獎時為筑波大學名譽教授，也是20世紀最後一位日本人諾貝爾獎得主。
另有5人名列諾貝爾獎的有力候選人。
在教授當中
大隅良典為2016年諾貝爾生理學或醫學獎得主。
細野秀雄名列諾貝爾物理學獎的有力候選人。

## 沿革

### 略历
东京工业大学的前身，是于1881年（明治14年）创立的东京职工学校。再往前的话，可以追溯到1874年（明治7年）于东京开成学校内设立的制作学教场。
东京职工学校于1881年（明治14年）5月26日创立。在明治初期，工学教育机构仅有工部大学校（东京大学工学部前身）与东京职工学校两校。前者以培养矿产、土木、电气通信等国营工业相关人才为目标；而后者则基于对英德法等欧洲国家技术教育的研究，主张培养手艺精良的，身处生产现场及工学教育第一线的人才。东京职工学校创校时仅设立化学工业科与机械工业科两科。
随着学校课程的扩充，东京职工学校也晋升为东京高等工业学校。建校初期，该校位于东京藏前地区。1923年关东大地震后由于受灾严重，迁至东京府荏原郡大岡山。1929年升格为旧官立大学，同时在原有工学系8学科的基础上增设了理学系4教室。1949年改制为新制大学。2004年成为国立大学法人，2018年选为指定国立大学法人。

### 年表
- 1881年5月26日 東京職工學校創立
- 1890年3月24日 改稱為東京工業學校
- 1894年6月 设立工业教员养成所
- 1901年5月10日 改稱為東京高等工業學校
- 1923年3月 决定升格为大学
- 1924年4月21日 校舍遷移到大岡山（現在的大岡山校區）
- 1929年4月1日  昇格為東京工業大學 （旧制）
- 1949年5月 成為新制大學
- 1953年4月1日  設置工學研究所
- 1955年7月1日  工學院改稱為理工學院
- 1956年4月1日  工學研究生院改稱為理工學研究生院
- 1967年6月1日  理工學院分成理學院與工學院
- 1975年        增加鈴懸台（すずかけ台）校區
- 1990年6月19日 設置生命理工學院
- 1992年4月1日  設置生命理工學研究所
- 1994年4月1日  設置情報理工學研究所
- 1996年4月1日  設置社會理工學研究所
- 2004年4月1日  根據日本《國立大學法人法》成為國立大學法人
- 2005年4月1日  設置大學院技術創新研究科
- 2016年4月 成为首个将学部与大学院统一，设立学院的日本大学
- 2018年3月 成为指定国立大学法人

## 基本資料

### 所在地
- 大岡山キャンパス（東京都目黑区大岡山2丁目）
- すずかけ台キャンパス（神奈川縣橫濱市綠区長津田町）
- 田町キャンパス（東京都港区芝浦3丁目

### 象徵

#### 校徽
ツバメと窓。设计者为东京美术学校教授堀進二。

#### 代表色
代表色为皇室蓝。

#### 校歌
现在的校歌是于1957年制定的，由三好達治作词、諸井三郎作曲的《東京工業大学歌》。
虽然有東京工業大学学生歌，但现在已经几乎不再传唱。

## 教育及研究

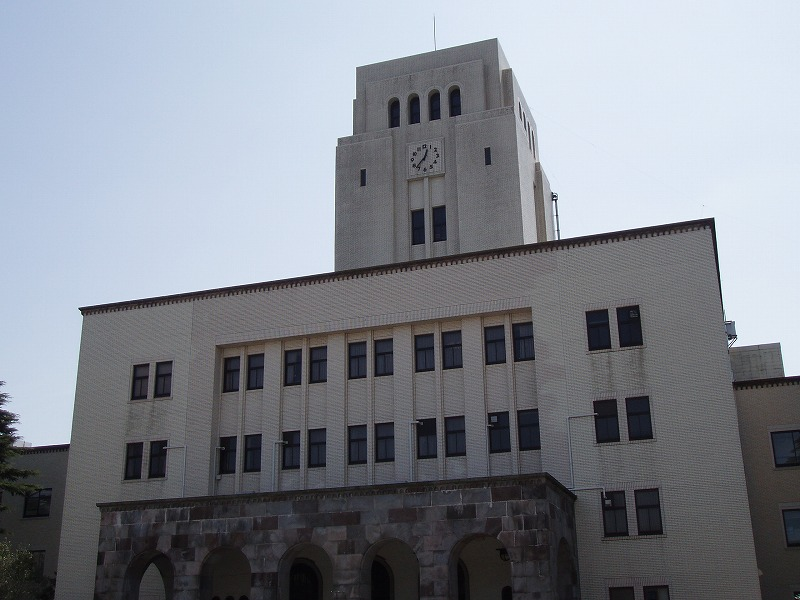
東京工業大學大岡山校區的主樓

### 組織

#### 院系
- 理學院
  - 數學系
  - 物理學系
  - 化學系
  - 地球惑星科學系
- 工學院
  - 機械系
  - 系統制禦系（日語:システム制御系）
  - 電氣電子系
  - 情報通信系
  - 經營工學系
- 物質理工學院
  - 材料系
  - 應用化學系
- 情報理工學院
  - 數理・計算科學系
  - 情報工學系
- 生命理工學院
  - 生命理工學系
- 環境・社會理工學院
  - 建築學系
  - 土木・環境工學系
  - 融合理工學系
  - 社會・人間科學系
  - 創新科學系（日語：イノベーション科学系）
  - 技術經營專門職學位課程

#### 附屬機関
- 附置研究所
  - 東京工業大學資源化學研究所
  - 東京工業大學精密工學研究所
  - 東京工業大學應用材料研究所
  - 原子爐工學研究所
- 東京工業大學圖書館
- 東京工業大學統合研究院

### 研究

#### 21世紀COEプログラム
21世紀COEプログラムの採択數は12件だった。
| 採択年度                | 分野                         | プログラム名                             |
| ----------------------- | ---------------------------- | ---------------------------------------- |
| 平成14年度 （2002年度） | 生命科學                     | 生命工學フロンティア系統                 |
| 平成14年度 （2002年度） | 化學、材料科學               | 分子多様性の創出と機能開拓               |
| 平成14年度 （2002年度） | 化學、材料科學               | 產業化を目指したナノ材料開拓と人材育成   |
| 平成14年度 （2002年度） | 情報、電氣、電子             | フォトニクスナノデバイス集積工學         |
| 平成15年度 （2003年度） | 數學、物理學、地球科學       | 量子ナノ物理學                           |
| 平成15年度 （2003年度） | 機械、土木、建築、その他工學 | 先端ロボット開發を核とした創造技術の革新 |
| 平成15年度 （2003年度） | 機械、土木、建築、その他工學 | 都市地震工學の展開と體系化               |
| 平成15年度 （2003年度） | 機械、土木、建築、その他工學 | 世界の持続的發展を支える革新的原子力     |
| 平成15年度 （2003年度） | 學際、複合、新領域           | 大規模知識資源の體系化と活用基盤構築     |
| 平成16年度 （2004年度） | 革新的な學術分野             | インスティテューショナル技術經營學       |
| 平成16年度 （2004年度） | 革新的な學術分野             | エージェントベース社會系統科學の創出     |
| 平成16年度 （2004年度） | 革新的な學術分野             | 地球：人の住む惑星ができるまで           |

## 學生生活

### 学园祭
工大祭
于大岡山校区举行的学园祭。由工大祭實行委員会 (JIZI) 主办。于每年10月举行。

#### すずかけ祭
于すずかけ台校区举行的学园祭。2003年开始每年5月举行。

## 对外关系

### 日本国内

#### 四大学联合
同一橋大學、東京醫科齒科大學、东京外国语大学于2001年（平成13年）3月15日缔结了《四大学聯合憲章》。

#### 学分互换制度
慶應義塾大學

### 海外学术交流协定校
- 中國、法国 各13校
- 泰国 10校
- 大韩民国 8校
- 美利坚合众国 7校
- 中华民国 6校
- 英国、德国 各5校
- 瑞士、意大利、瑞典 各4校
- 新加坡、越南、土耳其、菲律宾、印尼 各3校
- 比利时、芬兰、加拿大、蒙古 各2校
- 丹麦、挪威、荷兰、奥地利、俄罗斯、澳大利亚、印度、埃及、巴西 各1校

## 知名畢業校友
- 大隅良典：2016年诺贝尔生理学或医学奖得主
- 白川英树：2002年諾貝爾化學獎得主
- 中澤正隆：名列諾貝爾物理學獎的有力候選人
- 大見忠弘（日语：大見忠弘）：名列諾貝爾物理學獎的有力候選人
- 藤田誠：名列諾貝爾化學獎的有力候選人
- 高柳邦夫（日语：高柳邦夫）：名列諾貝爾化學獎的有力候選人
- 向山光昭（日语：向山光昭）：名列諾貝爾化學獎的有力候選人
- 大前研一：管理學家、經濟評論家
- 濱田庄司：陶藝家
- 菅直人：政治家、第94代內閣總理大臣
- 岩田聰：前任天堂社長﹝2015年逝世﹞
- 陈群：中国华东师范大学校长

## 學術合作院校
東京工業大學同世界多所大學有交流合作事宜。各分野之學術合作校詳見下表：

### 理工學研究生院／工學院
- 控制及系統工學（Control and System Engineering）：麻省理工學院機械工學學院（Dept. of Mechanical Engineering, Massachusetts Institute of Technology）；北京理工大學（Dept. of Control Engineering, Beijing Institute of Technology）
- 機械宇宙學（Mechano-Aerospace Enginerring）：麻省理工學院機械工學學院（Dept. of Mechanical Engineering, Massachusetts Institute of Technology）
- 建築學（Architecture & Building Engineering）：華盛頓大學建築與城市規劃學院（Dept. of Architecture, School of Architecture & Urban Planning, University of Washington）;墨爾本皇家理工大學建築與設計學院（School of Architecture and Design, Faculty of Infrastructure and Environment, Royal Melbourne Institute of Technology）
- 機械科學（Mechanical Engineering）：斯坦福大學工學院（Dept. of Engineering, Stanford University）；國立首爾大學（School of Mechanical and Aerospace Engineering, Seoul National University）；清華大學（Exchange Association for Material Dynamics, Tsinghua University）；國立臺灣科技大學（Global Development Engineering Program（GDEP），National Taiwan University of Science and Technology）[9]
- 工學（Engineering）：倫敦帝國學院工學院（Faculty of Engineering, Imperial College London）；劍橋大學工學院（Dept. of Engineering, University of Cambridge）；牛津大學理工學院（Dept. of Engineering and Science, University of Oxford）; 國立中央大學工學院（Dept. of Engineering, National Central University）
- 影像科學（Imaging Science & Engineering）：萊斯大學（Electrical and Computer Engineering, Rice University）
- 材料科學（Materials Science）：國立臺灣科技大學（Global Development Engineering Program（GDEP），National Taiwan University of Science and Technology）[9]

### 生命理工學研究生院
- 南非海洋生物學院（South African Institute for Aquatic Biodiversity），南非
- 國立陽明交通大學陽明校區（School of Life Sciences, National Yang-Ming University），臺灣

### 綜合理工學研究生院
- 特文特大學（Dept. of Mechanical Technology, University of Twente），荷蘭
- 都靈理工大學（Polytechnic University of Turin/Politecnico di Torino），義大利
- 慕尼黑大學（Humanwissenschaftliches Zentrum, Ludwig Maximilian University of Munich/Ludwig-Maximilians-Universität München），德國
- 喬治梅森大學（Center for Social Complexity, George Mason University），美國
- 卡塞爾大學（Kassel University/Universität Kassel），德國

### 情報理工學研究生院
- 林雪平大學（Linkoping University/Linköpings universitet），瑞典
- 哥特蘭大學（英语：Uppsala University - Campus Gotland）（Dept. of Technology, Art and Media, University College of Gotland/Högskolan på Gotland），瑞典

### 社會理工學研究生院
- 清華大學（Center of Science, Technology and Society, Tsinghua University），中华人民共和国
- 國立首爾大學（School of Economics, Seoul National University），韓國

## 外部連結
- 東京工業大學 （页面存档备份，存于）（日語）